# Vir clarissimus
Vir clarissimus (с лат. — «славнейший муж») или клариссим — один из высших сенаторских титулов в Римской империи и ранней Византии (IV—VI века).
Титул клариссима был самым ранним титулом сенаторов в Римской империи. После того как император Октавиан Август упорядочил статус сенаторского сословия, представители этой новой знати присвоили себе (по всей видимости, в середине I века) эпитет клариссим, который появился в надписях той эпохи. Этот эпитет стал официальным при императоре Марке Аврелии.
В источниках II века часто встречается упоминание титула vir clarissimus. Но как видно из многочисленных юридических текстов I и III веков, сам эпитет clarissimus был не просто официальным эпитетом, но также и имел значение подлинного титула. Клариссимы составили первый разряд знати государства. Каждый клариссим обязательно являлся сенатором или принадлежал к сенаторскому сословию. Из многих текстов видно, что клариссимат был званием (dignitatem clarissimam), а также что титул клариссима употреблялся по отношению к лицам сенаторского ранга, и наконец, что титул клариссима передавался жёнам и переходил даже на дочерей сенаторов. Однако в действительности, передавался не титул клариссима, а сенаторское звание, с которым было связано ношение титула.
По римскому закону сенаторское звание переходило по наследству вплоть до четвёртого поколения без каких-либо ограничений, кроме исключительных случаев. В годы правления императора Константина Великого титул vir clarissimus носили все лица сенаторского звания и, поскольку сенаторское звание передавалось по наследству, титул клариссима принадлежал по праву рождения детям сенаторов без различия полов. Дочери звались клариссимами по своему отцу и сохраняли этот титул. Они теряли его лишь в случае вступления в неравный брак, так как существовало правило, согласно которому жена получала звание своего мужа, кем бы она ни была. Таким образом возникла потомственная сенаторская знать, которая существовала до конца поздней Римской империи. Ещё титул клариссима являлся самым низшим из сенаторских титулов поздней римской эпохи.
В VI веке и спектабили, и клариссимы были отстранены от заседаний сената ранней Византии, который стал включать только иллюстриев.